# Raymond (Nebraska)
Raymond é uma vila localizada no estado americano de Nebraska, no Condado de Lancaster.

## Demografia
Segundo o censo americano de 2000, a sua população era de 186 habitantes.
Em 2006, foi estimada uma população de 196, um aumento de 10 (5.4%).

## Geografia
De acordo com o United States Census Bureau, a localidade tem uma área de 0,3 km², sem área coberta por água. Raymond localiza-se a aproximadamente 361 m acima do nível do mar.

## Localidades na vizinhança
O diagrama seguinte representa as localidades num raio de 20 km ao redor de Raymond.